# Kasztelania brzezińska

Herb województwa łęczyckiego

Położenie województwa łęczyckiego na mapie Rzeczypospolitej Obojga Narodów w 1619

Kasztelania brzezińska – kasztelania mieszcząca się w księstwie łęczyckim i województwie łęczyckim, z siedzibą (kasztelem) w Brzezinach.
Kasztelania została wydzielona z obszaru kasztelanii łęczyckiej w I połowie XIV wieku w czasach Władysława Łokietka, pierwsza wzmianka o kasztelanii brzezińskiej pochodzi z 1332 r. Przypuszcza się, że powstanie tej kasztelanii było spowodowane chęcią usprawnienia przez księcia administracji na południowo-wschodnich rubieżach swego księstwa, w związku z wcześniejszym przyłączeniem do niego Inowłodza i okolic.

## Kasztelanowie brzezińscy
| Grafika | Okres sprawowania urzędu | Kasztelan                    | Dalsza kariera           | przypisy |
| ------- | ------------------------ | ---------------------------- | ------------------------ | -------- |
|         | 1394–1396                | Jan z Krzyżanowa             | zmarł                    | ,        |
|         | 1397–1411                | N. (Lisek) z Orłowa          | zmarł                    | ,        |
|         | 1412–1418                | Marcin Borzysławski          | wojewoda łęczycki        | ,        |
|         | 1418–1436                | Maciej Bielawski z Bielaw    | kasztelan łęczycki       | ,        |
|         | 1436–1454                | Stefan Oporowski             | zmarł                    | ,        |
|         | 1455–1469                | Mikołaj Oporowski            | zmarł                    | ,        |
|         | 1469–1475                | Jan Oporowski                | wojewoda brzeskokujawski | ,        |
|         | 1475–1480                | Mikołaj Oporowski            | zmarł                    | ,        |
|         | 1480–1486                | Andrzej z Wroczyn            | kasztelan łęczycki       | ,        |
|         | 1486–1489                | Wojciech z Dobrzelina        | zmarł                    | ,        |
|         | 1489–1495                | Andrzej Zaksiński z Zakrzyna | kasztelan łęczycki       | ,        |
|         | 1498–1512                | Wojciech Gledzianowski       | kasztelan łęczycki       | ,        |
|         | 1512–1521                | Piotr Spinek z Będkowa       | zmarł                    | ,        |
|         | 1521–1535                | Mikołaj Woźnicki             | zmarł                    | ,        |
|         | 1535                     | Andrzej Jaktorowski          | zmarł                    | ,        |
|         | 1537–1550                | Lampart Zaksiński            | zmarł                    | ,        |
|         | 1551–1554                | Jan Lutomierski              |                          | ,        |
|         | 1554–1564                | Stanisław Wolski             | kasztelan sandomierski   | ,        |
|         | 1563–1568                | Andrzej Dembowski            | kasztelan sieradzki      | ,        |
|         | 1567–1577                | Paweł Szczawiński            | kasztelan łęczycki       | ,        |
|         | 1577–1589                | Jan Szamowski                | zmarł                    | ,        |
|         | 1590–1611                | Mikołaj Szczawiński          | kasztelan łęczycki       | ,        |
|         | 1612–1621                | Paweł Bełdowski              | zmarł                    | ,        |
|         | 1621–1633                | Paweł Szczawiński            | wojewoda podlaski        | ,        |
|         | 1633–1637                | Stanisław Mikołaj Witowski   | zmarł                    | ,        |
|         | 1637–1649                | Piotr Charbicki              | zmarł                    | ,        |
|         | 1649–1667                | Jan Mniewski                 | zmarł                    | ,        |
|         | 1667–1673                | Aleksander Skrzyński         | zmarł                    | ,        |
|         | 1676–1691                | Jan Olszewski                | zmarł                    | ,        |
|         | 1691                     | Paweł Antoni Mniewski        |                          | ,        |
|         | 1700–1704                | Konstanty Walewski           | zmarł                    | ,        |
|         |                          | Zygmunt Walewski             |                          | ,        |
|         | 1709                     | Andrzej Grabski              |                          | ,        |
|         | 1707–1729                | Dominik Łętkowski            | zmarł                    | ,        |
|         | 1730–1744                | Józef Kazimierz Walewski     | wojewoda łęczycki        | ,        |
|         | 1744–1752                | Hieronim Skrzyński           | zmarł                    | ,        |
|         | 1752–1753                | Stanisław Śleszyński         | zmarł                    | ,        |
|         | 1754–1759                | Zygmunt Dobiński             | zmarł                    | ,        |
|         | 1759–1761                | Józef Walewski               | zmarł                    | ,        |
|         | 1761–1763                | Tadeusz Stanisław Lipski     | kasztelan łęczycki       | ,        |
|         | 1763–1767                | Aleksander Dzierzbicki       | zmarł                    | ,        |
|         | 1767–1775                | Szymon Dzierzbicki           | wojewoda łęczycki        | ,        |
|         | 1775–1782                | Michał Radoszewski           | zmarł                    | ,        |
|         | 1782–1795                | Jan Duklan Przyłuski         | zmarł                    | ,        |